# Mirabeau (Alpes-de-Haute-Provence)
Mirabeau település Franciaországban, Alpes-de-Haute-Provence megyében. Lakosainak száma 508 fő (2022. január 1.). Mirabeau Aiglun, Barras, Le Chaffaut-Saint-Jurson, L’Escale, Malijai és Mallemoisson községekkel határos.

## Népesség
A település népességének változása:
| Lakosok száma | 142  | 262  | 323  | 429  | 501  | 510  | 511  | 511  | 512  | 508  |
|               | 1968 | 1982 | 1990 | 2006 | 2013 | 2015 | 2017 | 2019 | 2020 | 2022 |